# Gangnihessou
Gangnihessou, afrikai uralkodó, a 12 dahomeyi király között vélhetően az első volt, s kb. 1620 körül uralkodott – bár nem tisztázott, hogy valóban királyként uralkodott-e; lehetséges, hogy csupán csak egy befolyásos személy volt, aki hatalmát a közösség vezetésében öccsén, Dakodonou-n keresztül gyakorolta, akit teljes jogú királynak tartottak. 
Gangnihessou jelképe  egy dob, egy hajítóbot (akkori vadászeszköz), és egy hím gangnihessou madár volt (a madár egy  heraldikai jelkép volt, a király nevét szimbolizálandó).